# TO THE LOVELESS
『TO THE LOVELESS』（トゥ・ザ・ラブレス）は、日本のビッグ・ビートユニット、BOOM BOOM SATELLITESの7thアルバム。2010年5月26日、gr8! recordsより発売。

## 解説
- オリジナルアルバムとしては前作から2年半ぶりのアルバム。先行シングルは「BACK ON MY FEET」のみだが、その収録曲すべてが本作に収録されている。
- 収録時間は70分越えと、これまでのオリジナルアルバムの中で最も長い。
- 初回生産限定盤と通常盤の2形態で発売。初回盤は2009年7月に渋谷O-EASTにて行われたシングルレコ発プレミアムライブ映像、『DRAIN』『BACK ON MY FEET』のMUSIC VIDEOを収録したDVD付、フォトブック仕様。
- 初回生産限定盤のDVDの表記間違いがあり、3曲目の"LIGHT MY FIRE"と4曲目の"KICK IT OUT"が逆になっている。
- オリコンチャートでは初登場5位を獲得した。オリコンチャート5位は、BOOM BOOM SATELLITESのシングル・アルバムを含め最高位である。アルバムでのTOP10入りは2作連続、通算3作目。

## 収録曲
1. BACK ON MY FEET (6:14)
先行シングル曲
毎日放送・TBS系アニメ『亡念のザムド』オープニングテーマ
2. DRAIN (5:26)
本作のリードナンバー。PVが制作された。
3. LOCK ME OUT (5:01)
SHEL'TTER WEB STORE CMソング
4. THE HARDER THEY COME, THE HARDER THEY FALL (5:19)
5. UNDERTAKER (5:18)
6. ALL IN A DAY (7:03)
7. TO THE LOVELESS (2:19)
8. VAPOUR (6:51)
9. SPELLBOUND (2:37)
10. STAY (6:03)
SONY「Bravia」(ワールドカップver.)CMソング
11. CAUGHT IN THE SUN (10:21)
12. FRAGMENT OF SANITY (2:16)
13. HOUNDS (5:41)

全作詞・作曲・編曲：BOOM BOOM SATELLITES

## 初回特典DVD
1. ALL IN A DAY(PREMIUM GIG at SHIBUYA O-EAST)
2. BACK ON MY FEET(PREMIUM GIG at SHIBUYA O-EAST)
3. LIGHT MY FIRE(PREMIUM GIG at SHIBUYA O-EAST)
4. KICK IT OUT(PREMIUM GIG at SHIBUYA O-EAST)
5. DRESS LIKE AN ANGEL(PREMIUM GIG at SHIBUYA O-EAST)
6. DRAIN (Music Video)
7. BACK ON MY FEET (Music Video)

## 演奏
- 福田洋子：Drums
- 飛鳥ストリングス、岡村美央ストリングス：Strings
- YOKO (DICE)